# Temnothorax pisarskii
Temnothorax pisarskii  (лат.) — вид мелких по размеру муравьёв рода Temnothorax  из подсемейства мирмицины (Formicidae). Эндемик Восточной Азии. Название дано в честь польского мирмеколога Prof. Bogdan Pisarski, собравшего типовую серию.

## Распространение
Восточная Азия: Китай и КНДР (Myohyang Mts, Ryongack Mt., Daebong at Pyongyang, Prov. Pyongyang City).

## Описание
Мелкие желтовато-коричневые муравьи (2—3 мм). Голова овально-удлинённая, грудь низкая и длинная, метанотальное вдавление отсутствует, заднегрудь угловатая, с короткими проподеальными шипиками. Грудь и голова сверху с редуцированной скульптурой, с мелкой пунктировкой. Усики 12-члениковые  самок и рабочих и 13-члениковые у самцов.